# Snowdrop
Snowdrop (Hangul: 설강화; RR: Seolganghwa) és una sèrie de televisió sud-coreana protagonitzada per Jung Hae-in, Jisoo, Yoo In-na, Jang Seung-jo, Yoon Se-ah, Kim Hye-yoon i Jung Yoo-jin. Es va estrenar a JTBC el 18 de desembre de 2021 i s'emet tots els dissabtes i diumenges a les 22:30 (KST).